# Bemisia tabaci
Bemisia tabaci es una especie de hemíptero esternorrinco de la familia Aleyrodidae. Es una mosca blanca que se encuentra prácticamente por todo el mundo y que probablemente sea originario de la India. Está incluida en la lista 100 de las especies exóticas invasoras más dañinas del mundo de la Unión Internacional para la Conservación de la Naturaleza.

## Nombres comunes
- Cotton whitefly (inglés),
- Sweetpotato whitefly (inglés),
- Mosca blanca (español),
- Tabakmottenschildlaus (alemán)

## Distribución
La European and Mediterranean Plant Protection Organization ("EPPO") en 2004 informó que  B. tabaci podía haber partido de la India, pero esto no se ha comprobado aún.
Los insectos adultos se pueden desplazar mediante cortos vuelos. Bernays (1999) exponía que los adultos alados sobrevuelan y se mueven entre los cultivos.
B. tabaci ha sido localizada en todos los continentes excepto en la Antártida La Pacific Islands Pest List Database muestra la distribución de esta mosca blanca en el Pacífico. Ha sido detectada en las Islas Cook, Islas Fiyi; Palau, Papúa Nueva Guinea, Samoa, Polinesia Francesa, Micronesia, Vanuatu, Nueva Caledonia, Niue y Kiribati.
Se han realizado multitud de investigaciones sobre la taxonomía de B. tabaci, y Perring (2001) propuso siete grupos distintos en el complejo B. tabaci que se cree que es un complejo de especies con un número reconocido de biotipos y dos especies crípticas descritas. Se han identificado diecinueve biotipos (biotipos de la A a la T), y las dos especies descritas son B. tabaci y B. argentifolii Bellows y Perring. B. argentifolii se le conoce por el nombre vulgar de mosca blanca de las hojas plateadas (silverleaf whitefly en inglés).
Se han catalogado más de novecientas plantas que pueden hospedar B. tabaci y se ha comprobado que puede transmitir más de 111 especies de virus. Se cree que B. tabaci se ha extendido por todo el mundo mediante el transporte de productos vegetales infestados con este insecto. Una vez que B. tabaci se establece en una zona, se extiende rápidamente y debido a sus hábitos de alimentación y la transmisión de enfermedades de los vegetales causa grandes daños en los cultivos de todo el mundo. Se cree que B. tabaci es un complejo de especies, con un número reconocido de biotipos y dos especies descritas crípticas actuales.

## Descripción
Los huevos son depositados en el envés de las hojas, (Nota: la disposición circular de los huevos en Bemisia es rara) son diminutos, ovalados y de alrededor de 0,25 mm de diámetro. Son dispuestos de forma vertical sobre la superficie de la hoja. Los huevos recién puestos son blancos y luego van virando al marrón.
Después de salir del huevo, la ninfa de primer estadio (de 0,33 mm de longitud), se mueve sobre la hoja buscando un sitio donde insertar su estilete en la planta para absorber su savia. Cuando la ninfa encuentra el sitio apropiado muda y pasa al segundo estadio, sus patas se contraen debajo de su cuerpo y el resto de su fase inmadura la pasan en el mismo sitio. Tiene tres estadios ninfales más (entre 0,4-0,8 mm) que según avanza va aumentando de tamaño. El último estadio ninfal desarrolla unos ojos rojizos, y se conoce vulgarmente como “ninfa de ojos rojos”. Este estadio es a menudo denominado de forma incorrecta como estadio de pupa; es incorrecto porque los insectos de este orden (Hemiptera) tienen una metamorfosis incompleta, así que no se puede denominar pupa. Durante los estadio ninfales, el cuerpo de la mosca blanca es de color blanco opaco, y está cubierto de un exoesqueleto ceroso. Según las ninfas se alimentan, segregan grandes cantidades de melaza por su ano. Esta melaza es muy rica en carbohidratos y se va depositando sobre la superficie de las hojas, flores y frutos de las plantas y sobre ella se desarrolla diferentes tipos de hongos normalmente de coloración oscura.
Las moscas blancas adultas tienen una longitud de 1 o 2 mm y tienen dos pares de alas blancas y un cuerpo amarillento. Sus cuerpo está cubierto con un polvo ceroso producido por unas glándulas y que se distribuyen por todo el cuerpo. Los adultos se pueden localizar en todas las partes de la planta y pasan la mayor parte del tiempo alimentándose, apareándose y poniendo huevos en el envés de las hojas. Machos y hembras se encuentran en proporciones similares y el apareamiento tiene lugar después de un elaborado período de cortejo. Las moscas blancas tienen una interesante biología (llamada arrenotoquia) en la cual las hembras pueden poner huevos no fertilizados de los cuales emergerán sólo machos. Los huevos fertilizados darán lugar a hembras. Cada hembra puede producir hasta doscientos huevos durante toda su vida. Tarda entre 30 y 40 días en desarrollarse desde huevo a adulto dependiendo de la temperatura y otros factores ambientales (OISAT, 2004). La EPPO (2004) indica que:

"Las plantas infestadas pueden exhibir distintos síntomas según los daños sean directos por la alimentación de estos insectos, contaminación con melaza y sus hongos asociados, virus transmitidos por las moscas blancas, y respuestas fitotóxicas. Puede darse un síntoma o una combinación de varios de los siguientes: moteado clorótico, amarilleamiento de los nervios, amarilleamiento internervial, amarilleamiento de la hoja, manchas amarillentas en las hojas, mosaico amarillo en las hojas, enrollamiento de las hojas, abullonado de hojas, engrosamiento de los vasos conductores, abarquillamiento de las hojas, enrollamiento de los tallos, retraso en el crecimiento de plantas, marchitamiento y pérdida de hojas. Respuestas fitotóxicas como la coloración plateada extrema en hojas de calabacín y melón normalmente indica la infestación por Bemisia argentifolii."

## Hábitat
Bemisia tabaci puede encontrarse tanto en áreas agrarias como urbanas.
La EPPO (2004) establece que:

«B. tabaci se detecta normalmente tras un examen visual del envés de las hojas, en el cual se suelen observar adultos y/o larvas. Agitando la planta se molesta a estos pequeños insectos, que echan a volar aunque rápidamente se vuelven a posar. Los adultos también pueden ser detectados disponiendo encima de las plantas trampas de color amarillo con algún pegamento que atrape a los insectos.»

## Efecto en las plantas
Se han citado seiscientas especies vegetales hospedantes de este insecto. B. tabaci posiblemente sea originaria de India y como resultado de .-,{ d,c {ñxc,Ñ;vd{su dispersión, particularmente durante los 15 últimos años, se puede encontrar por casi todo el mundo. B. tabaci es también un vector de más de cien virus de las plantas de los tipos Begomovirus (Geminiviridae), Crinivirus (Closteroviridae) y Carlavirus o Ipomovirus (Potyviridae).
Como ya dicho, no sólo produce daños por su forma de alimentación sino también por la transmisión de virus. Los begomovirus es el grupo mayormente transmitido por B. tabaci y pueden causar pérdidas en las cosechas de entre el 20% y el 100%. La EPPO (2004) cita que,

«Desde principios de los años 80 del siglo XX, han ido aumentando los daños producidos por B. tabaci tanto a los cultivos protegidos como a los del aire libre y a las plantas ornamentales. Grandes infestaciones de B. tabaci y B. argentifolii pueden reducir el vigor y crecimiento de la planta, causan clorosis y maduración irregular, e inducen desórdenes fisiológicos. Las larvas producen melaza en la que se desarrollan hongos lo cual produce una disminución de la capacidad fotosintética de la planta, con el resultado de defoliación y retraso en el crecimiento. B. tabaci se conoce como una potencial plaga de cosechas como el algodón, brassicas, cucurbitáceas, okra, solanáceas en las regiones del trópico y subtrópico.»

Ellsworth y Martínez-Carrillo (2001) dicen:

«B. tabaci tiene la habilidad de moverse a relativamente grandes distancias, posándose en sus recorrido en muchos tipos de vegetales. Esta habilidad para dispersarse se ha visto aumentada por el intenso movimiento comercial de plantas alrededor del mundo. El pequeño tamaño y gran poder reproductivo son otras de las características que dan lugar al explosivo aumento de sus poblaciones. Los potenciales daños de este insecto como un estresante directo de las plantas, vector de virus y por disminuir la calidad de los productos (por ejemplo por ensuciar con la melaza( son significativos.»

El virus del mosaico de la mandioca (CMD) y los geminivirus de mosaico de la mandioca son transmitidos por la mosca blanca destruyendo las cosechas de mandioca. La mandioca (Manihot esculenta) es uno de los cultivos y es un alimento básico en toda el área subsahariana de África. Es especialmente importante para los agricultores más pobres por su papel en la seguridad de su alimentación y como fuente de ingresos. La agricultura de las zonas tropicales y subtropicales está amenazada, los cultivos de judías, cucurbitáceas, pimientos, mandioca y tomate están siendo particularmente afectados. Tomato yellow leaf curl virus (TYLCV) o virus de la cuchara (llamado así por el abarquillamiento que se produce en las hojas de la tomatera, que podría asemejarse a una cuchara) limita la producción de tomate en distintas regiones, incluido el Medio Este y el Lejano Este.

## Caminos recorridos en la expansión de este insecto
El Departamento de Medio Ambiente, Alimentación y Asuntos Rurales (Department for Environment, Food and Rural Affairs) del Reino Unido decía en 2001,

"Las plantas ornamentales son la más importante via de introducción de B. tabaci en el Reino Unido. B. tabaci fue detectada por primera vez en el Reino Unido en 1987 en unos esquejes de poinsettia y desde entonces se han detectado brotes anualmente, casi siempre también en poinsettia. También se ha detectado en un amplio abanico de material vegetal como esquqejes de Lantana y Verbena y en plantas ya acabadas como Ficus, cítricos ornamentales e incluso en esquejes herbáceos."

## Control integrado
El Tropical Whitefly IPM Project (Proyecto de Manejo integrado de plagas de la mosca blanca) provee un paradigma para futuros trabajos en los begomovirus de mosaico de la mandioca y las moscas blancas en la mandioca tanto para África como el resto del mundo. Ellsworth y Martínez-Carrillo (2001) ofrece un amplio método de manejo integrado. El informe detalla los planes exactos y los pasos que son necesarios para adoptar y continuar con los métodos de control integrados sugeridos. (En la sección de enlaces se puede acceder a su página web). Otros estudios sugieren en uso de Lecanicillium lecanii para su control en algodón y berenjena.
Varias especies de avispillas parasitoides del género Encarsia son usadas para el control de esta especie (Encarsia sophia, Encarsia bimaculata, Encarsia lutea y Encarsia pergandiella).